# Tournoi de Vienne
Le Tournoi de Vienne est une ancienne compétition de judo organisée tous les ans à Vienne en Autriche par l'EJU (European Judo Union). Il faisait partie de la Coupe du monde de judo masculine ou féminine en fonction des années. Il cessa en 2010.

## Palmarès Hommes
| World Cup | World Cup             | World Cup          | World Cup        | World Cup      | World Cup           | World Cup     | World Cup        |
| Année     | -60 kg                | -66 kg             | -73 kg           | -81 kg         | -90 kg              | -100 kg       | +100 kg          |
| --------- | --------------------- | ------------------ | ---------------- | -------------- | ------------------- | ------------- | ---------------- |
| 2010      | Davaadorj Tumurkhuleg | Rok Draksic        | Hiroyuki Akimoto | Takahiro Nakai | Daiki Nishiyama     | Kaihan Takagi | Hiroki Tachiyama |
| 2008      | Craig Fallon          | Hiroyuki Akimoto   | Jaromir Jezek    | Roman Gontyuk  | Varlam Liparteliani | Henk Grol     | Satoshi Ishii    |
| 2006      | Ludwig Paischer       | Yordanis Arencibia | Jae-Bum Kim      | Dae-Nam Song   | Krzysztof Weglarz   | Satoshi Ishii | Yasuyuki Muneta  |

## Palmarès Femmes
| World Cup | World Cup     | World Cup     | World Cup             | World Cup         | World Cup       | World Cup       | World Cup   |
| Année     | -48 kg        | -52 kg        | -57 kg                | -63 kg            | -70 kg          | -78 kg          | +78 kg      |
| --------- | ------------- | ------------- | --------------------- | ----------------- | --------------- | --------------- | ----------- |
| 2009      | Haruna Asami  | Ang Zhu       | Kaori Matsumoto       | Marijana Miskovic | Yoriko Kunihara | Xiuli Yang      | Wen Tong    |
| 2007      | Emi Yamagishi | Erika Miranda | Erdenet-Od Khishigbat | Yaritza Abel      | Ronda Rousey    | Yurisel Laborde | Ibis Duenas |